# Лапин, Альберт Янович
Альбе́рт Я́нович Лапин (Лапинь, Лапиньш, Alberts Lapiņš, 15 (27) мая 1899, Рига — 21 сентября 1937, Хабаровск) — самый молодой командарм Красной армии (1922, 22 года), советский военачальник, комкор (1935).

## Биография
Родился в Риге в семье рабочего, который работал на заводе «Проводник». Латыш. После участия в революции 1905 года отец был занесён в списки неблагонадёжных и вынужден был в 1907 году с семьей переехать в Москву, где устроился на завод «Богатырь». Имел четверых сыновей, которых приобщил к большевистской литературе. Затем они все стали командирами Красной армии.
Альберт был старшим из сыновей. Окончил начальное училище, потом занимался в торговой школе. В 16 лет пошёл работать грузчиком на тот же завод, что отец. Работал по 12 часов, но вечерами учился в коммерческом училище.
В июне 1917 года в Лефортовском райкоме партии большевиков Альберт получил партийный билет, стал организатором молодежи своего района, вступил в Лефортовский отряд Красной гвардии.
Участник октябрьских боев 1917 года в Москве. С декабря — член Главного штаба Московской Красной гвардии.
В июне 1918 г. Лапин направился на Восточный фронт РККА в Казань для подавления мятежа белочехов, где был назначен комиссаром разведывательного отдела штаба 5-й армии, затем - комиссаром штаба этой армии и заместителем председателя Реввоенсовета армии. Служил под командованием М. Н. Тухачевского.
23 июля 1919 г. под Челябинском получил тяжёлое ранение в позвоночник и несколько месяцев лечился в госпитале, откуда вышел на костылях. Несмотря на то, что врачебная комиссия признала его негодным к строевой службе, напросился к Тухачевскому начальником оперативного отдела его штаба.
После излечения подал рапорт об отправке на фронт и был назначен командиром 30-й стрелковой дивизии, которую сформировал В. К. Блюхер. Отличился при взятии Ачинска, Красноярска, где его дивизия взяла в плен большое число колчаковцев, захватила много орудий и других трофеев. В боях дивизия проявила чудеса храбрости и выносливости: под Томском совместно с партизанскими отрядами она в 35-градусный мороз декабря 1919 года разбила несколько дивизий 1-й армии Колчака. Затем возле Мариинска одна из бригад дивизии разбила егерские полки второго корпуса и корпус охраны генерала Анатолия Пепеляева. В результате стремительного наступления красные отсекли 1-ю и 2-ю армии Колчака от основных частей и прижали их к линии железной дороги, а 3-ю армию оттеснили в глубь тайги, отрезав пути отступления к Красноярску. За это 30-я дивизия была награждена Красным знаменем, а затем получила наименование Иркутской. Комдив Лапин получил своей первый орден Красного Знамени.
Затем он был направлен на Западный фронт, участвовал в советско-польской войне. Принимал участие в разгроме белополяков, когда 80-я бригада 27-й Омской стрелковой дивизии под командованием Лапина, преследуя противника, с ходу форсировала р. Западный Буг, разбила смоловическую группу и вышла к Варшаве.
С конца 1920 года командовал 27-й дивизией внутренней службы, руководил войсками обороны и охраны железных дорог Дальневосточной республики. В мае — июне 1921 года исполнял обязанности главнокомандующего Народно-революционной армией ДВР. В сентябре — декабре 1921 года — командующий войсками Приамурского, в декабре 1921 — мае 1922 года — Забайкальского военных округов. С 1922 года — на учёбе в Москве. В 1925 году окончил Военную академию РККА.
С 1925 по 1926 год являлся военным советником в Китае. Был начальником штаба в Кайфэнской группе, затем, с февраля 1926 года, после расформирования группы — начальником штаба Калганской группы. В апреле 1926 года замещал военного атташе, затем стал заместителем главного военного советника Северо-Западной армии.
С 1927 года — командир 19-го Приморского стрелкового корпуса, начальник управления Штаба РККА. В 1929 году окончил Курсы усовершенствования высшего командного состава РККА.
В 1929 году (до 14 октября) командир 18-го стрелкового корпуса.
В 1929—1930 годах - начальник штаба Особой Дальневосточной армии.
Поступил в авиашколу и по её окончании перешёл на службу в ВВС. В 1932—1933 годах — помощник командующего войсками Белорусского военного округа, затем, с декабря 1933 года по январь 1937 года, - Особой Краснознамённой Дальневосточной армии по ВВС.
Генерал Каманин Н. П.:
"Подоспела пора инспекции. В эскадрилью прибыла большая группа проверяющих во главе с начальником ВВС Отдельной Краснознаменной Дальневосточной армии Альбертом Яновичем Лапиным (Лапиньш). Строго, придирчиво проверяли инспектирующие нашу выучку. Но все шло хорошо и отлично: и воздушная разведка, и бомбометание, и воздушные стрельбы. ... "Теперь посмотрим, как соколики стреляют из личного оружия",— сказал Лапин после очередных утренних полетов. Мы смутились — быть двойке. Как это ни странно, но в то время летчики владели пистолетом неважно. А Лапин — старый вояка, всю гражданскую провел на фронтах, он знал цену личному оружию. Первым вышел на огневой рубеж и показал настоящий класс стрельбы. О том, как мы стреляли, вспомнить стыдно, один Миша Власов приблизился к результату ветерана. Темнее тучи ушёл Лапин из тира. Молчали летчики, да и что было говорить: двойка. ... Надо ли говорить, с каким жаром взялись мы за стрелковую подготовку! Каждый из нас купил по 500 патронов и делал по 15 — 20 выстрелов в день. Результаты? Пришли и результаты. Через три месяца я занял второе место в эскадрилье. ... Начальник ВВС ОКДА А. Я. Лапин многое сделал для укрепления воздушной границы на Дальнем Востоке. Он постоянно следил, чтобы летчики учились тому, что необходимо на войне, чтобы непрерывно изыскивались новые способы боевого применения авиации, совершенствовалась тактика."

## Арест и смерть
17 мая 1937 года арестован Особым отделом НКВД. Покончил жизнь самоубийством в Хабаровской тюрьме НКВД 21 сентября 1937 г. Реабилитирован определением Военной коллегии 30 мая 1956 г.

## Воинские звания
- Комкор — 20.11.1935[5]

## Награды
- Орден Ленина (1936)[4]
- 4 Ордена Красного Знамени (31.07.1920, 5.01.1921, 31.12.1921, 20.05.1930)[6].

## Память
- Улица Лапина в Иркутске[2].
- Улица Лапина в Москве.